# Elphos lutulenta
Elphos lutulenta är en fjärilsart som beskrevs av Reginald James West 1929.
Elphos lutulenta ingår i släktet Elphos och familjen mätare. Inga underarter finns listade i Catalogue of Life.